# Vidocq (film)
Vidocq – francuski thriller kostiumowy z domieszką fantasy z 2001 roku w reżyserii Pitofa. Zdjęcia kręcono w Bordeaux, Pontoise oraz na zamkach w Chantilly (departament Oise) i Vaux-le-Vicomte w Maincy (departament Sekwana i Marna).

## Opis fabuły
Akcja filmu rozgrywa się w Paryżu we Francji w 1830 roku. Trwają ostatnie chwile monarchii Burbonów, lecz rewolucja lipcowa zacznie się dopiero za kilka dni. Miasto nękane jest przez tajemniczego mordercę, o pseudonimie "Alchemik". Plotki głoszą, że kto zobaczy swe odbicie w złotej masce zabójcy, traci duszę. François Eugène Vidocq (postać historyczna, 1775–1857), były galernik, następnie szef Brygady Bezpieczeństwa w policji, wreszcie słynny paryski prywatny detektyw, nazywany ojcem kryminalistyki, prowadzi śledztwo w sprawie dziwnych morderstw. Podczas prowadzenia dochodzenia ginie. Młody biograf, Etienne Boisset, postanawia pomścić jego śmierć oraz dokończyć śledztwo. Wyniki jego dochodzeń i nieoczekiwane zwroty akcji zaskakują wszystkich.
Film jest ciekawy nie tylko z powodu sprawności warsztatowej, ale także ze względu na różne poziomy znaczeń i możliwego odbioru. Jest w tym filmie, oprócz fabuły, bogato, ale dyskretnie pokazane życie paryżan, tzw. koloryt lokalny, pieczołowicie, wiernie ale i lekko przedstawiona epoka. Dodatkowym, a może nawet podstawowym walorem jest wymiar metafizyczny: walki dobra ze złem, pokazanej niekonwencjonalnie: bohater nie jest czysty jak łza, antybohater nie jest jednoznacznie zły.
Jest to oficjalnie pierwszy pełnometrażowy film kinowy nakręcony techniką HD przy użyciu nowej kamery Sony 1080p 24fps.

## Obsada
- Gérard Depardieu - Vidocq
- Guillaume Canet - Etienne Boisset
- Inés Sastre - Preah
- André Dussollier - Lautrennes
- Moussa Maaskri - Nimier
- Jean-Pierre Gos - Tauzet
- Isabelle Renauld - Marine Laffite
- Jean-Pol Dubois - Belmont
- André Penvern - Veraldi
- Gilles Arbona - Laffite
- Jean-Marc Thibault - Leviner
- François Chattot - Froissard
- Nathalie Bécue - Matrona
- Luc-Antoine Diquéro - Dziennikarz
- Akonio Dolo - Gandin
- Edith Scob - Sylvia
- Pierre Macherez - Ranny żołnierz